# Rodonit

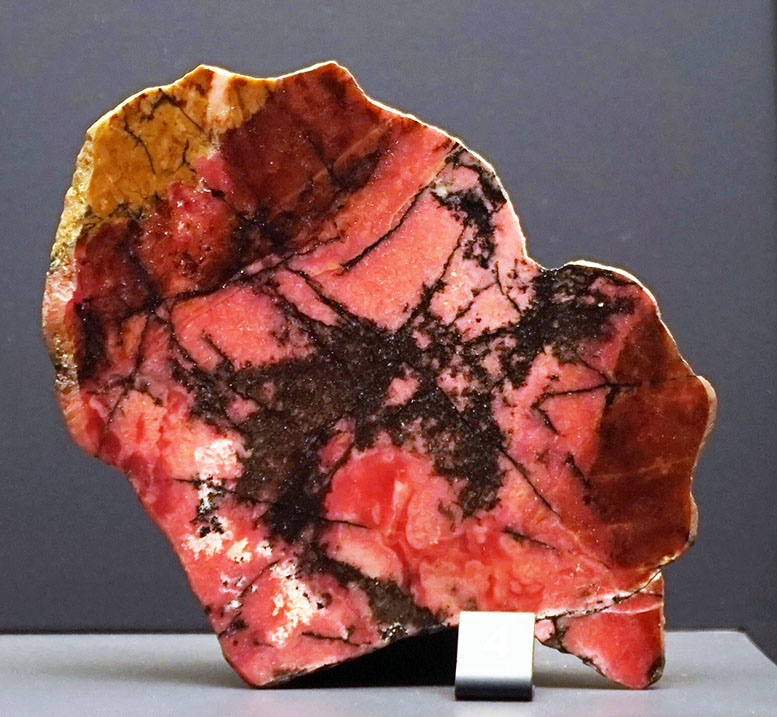
Rodonit

Rodonit este un compus chimic având formula (MnCa)SiO3.El. Compusul este un inosilicat. Sistemul său de cristalizare este unul triclinic, iar duritatea este de 6 pe scara Mohs. Acestui compus este de culoare roz.